# Hyadesia paulensis
Hyadesia paulensis is een mijtensoort uit de familie van de Hyadesiidae. De wetenschappelijke naam van de soort is voor het eerst geldig gepubliceerd in 1975 door Fain.